# Rebelde way
Rebelde Way és una telenovel·la adolescent argentina que va ser creada i produïda per Cris Morena i la seva empresa Cris Morena Group. Es va començar a retransmetre el maig de 2002 i va comptar amb dues temporades de les quals la primera va tenir 139 episodis i la segona 179, l’últim episodi es va retransmetre el novembre de 2003. Va ser protagonitzada per Camila Bordonaba, Bejamín Rojas, Luisana Lopilato i Felipe Colombo, actors dels quals els tres primers van coincidir junts en el rodatge de Chiquititas l’any 1999.

## Emissió
Originalment, la primera temporada es va emetre al canal argentí Azul TV, canal que el 20 d’agost del mateix any va canviar de nom a Canal 9. La segona temporada va començar a retransmetre’s al mateix canal, però a mitjan juliol de 2003 va traslladar-se al canal, també argentí, América Televisión fins que va acabar-se al novembre d’aquest mateix any.
Casi setze anys més tard, el 21 de novembre de 2019, Netflix va anunciar que el 9 de desembre arribava Rebelde Way a la seva plataforma, fent així que gent nova coneixes aquesta antiga sèrie. Si més no, cinc anys més tard, el 8 de desembre de 2024, la mateix empresa va anunciar que retirava aquesta sèrie del seu catàleg.

## Argument de la sèrie
La sèrie narra com és la vida dels estudiants de l’escola Elite Way School, un internat d'elit on van els fills de les famílies més prestigioses d’Argentina, però que també accepta alguns alumnes becats. Això provoca varis encadenaments conflictius entre aquestes dues classes socials, on la més remarcable és la discriminació que fa “La Lògia” cap als alumnes becats. Aquesta Lògia és una secta clandestina que està formada per alumnes i ex-alumnes del internat que el que fan és segregar aquests alumnes becats perquè així acabin marxant de l’escola, ja que segons La Lògia no creuen que l’Elite Way ha d’acceptar aquest tipus de persones que tenen menys riqueses i prestigi.
Enmig d’aquestes situacions de conflictes i problemes, on també es veuen involucrades les famílies dels alumnes, Pablo Bustamante (Bejamín Rojas), Manuel Aguirre (Felipe Colombo), Mía Colucci (Luisana Lopilato) i Marizza Pia Spirito (Camila Bordonaba) decideixen formar un grup de música. Entre ells hi ha algunes diferències socials, però el seu amor per la música és tan fort que acaben fent tot el possible per poder acabar formant-lo i poder complir el seu somni. Al principi entre ells hi ha malentesos i molts enfrontaments a causa dels diferents estils de vida que tenen, però al llarg de la sèrie aprenen a deixar-ho de banda, ignorar el què diuen les seves famílies i l’escola, i així poder crear aquest grup que tan els il·lusiona.

## Erreway
El grup de música que es va formar a la sèrie amb els quatre personatges principals: Bejamín Rojas (Pablo), Felipe Colombo (Manuel), Camila Bordonaba (Marizza) i Luisana Lopilato (Mia),  també va traspassar la pantalla i es va anomenar Erreway.

### Primeres cançons i premis
El grup va voler interpretar les cançons de la telenovel·la, així que van llançar el seu primer disc l’any 2002 titulat “Señales”, que conté 12 temes els quals van ser un dels principals dins de la sèrie. Aquest primer àlbum va tenir molta rellevància a Argentina cosa que els va portar a fer un gira musical per tot el país, on un dels seus primers concerts més important va ser tocar al Teatre Gran Rex de Buenos Aires. Aquest àlbum aconseguir 5 cops ser el disc platí a Argentina, i un doblet i triplet igual en altres països.

### Primeres gires internacionals
Després de llençar el seu primer disc, a l’any 2003 i 2004 van fer dos àlbums més que es titulen “Tiempo” y “Memoria” que també van triomfar i els va portar a fer gires internacionals, tant a Argentina com a altres països d’Amèrica Llatina, d’Europa o com per exemple a Israel.

### Erreway: 4 caminos
Després de totes les gires internacionals fetes durant 2003 i principis de 2004, l’1 de juliol del mateix 2004 es va estrenar la pel·lícula “Erreway: 4 caminos”, que és la seqüela de Rebelde Way i narra la perspectiva dels quatre personatges protagonistes un cop han marxat de l'internat volen triomfar en el món de música. Fer aquesta pel·lícula va ser la manera de tancar la història dels personatges, perquè després no van fer cap més pel·lícula o una altre temporada de la sèrie. Van decidir fer aquesta pel·lícula després que la productora de la sèrie, Cris Morena, els hi donés l'opció de fer la tercera temporada de Rebelde Way o fer una pel·lícula per tancar la història. Van triar fer una pel·lícula, ja que fer una altre temporada implicava molts més temps de preparació i gravació que fer la pel·lícula i sentien que seria molt més esgotador. Erreway: 4 caminos va tenir molta rellevància en l’audiència i van aconseguir vendre més de 500.000 entrades en dos setmanes, i en total van anar a veure-la al cinema més de 1 milió de persones.

### Separació
A finals d'any de 2004 una de les components del grup, Luisana Lopilato, va haver de deixar de formar-hi part, perquè li van sorgir molts compromisos de treball i en aquell mateix any havia de gravar com actriu a la còmedia argentina "Casados con hijos". Això va provocar la separació del grup, ja que als altres actors també tenien plans per fer en el món laboral i volien aprofitar-ho. Si més no, l’any  2006 després de dos anys d’haver estat fent projectes per separat van decidir fer un petit retrobament, on van estar tres dels quatres antics integrants fent una petita gira per diferents països, incluent-hi Espanya i Catalunya. Els tres integrants eren Camila Bordonaba, Bejamín Rojas i Felipe Colombo. Luisana Lopilato no va poder-hi formar part ja que en aquell moment estava gravant la telenovel·la "Casados con hijos" per la cadena argentina Telefe.
Finalment, a finals de 2007 van anunciar que aquesta gira havia sigut l'última del grup i que a partir de llavors es separaven definitivament.